# Johann Jacob Weber
Johann Jacob Weber, född 3 april 1803 i Basel, död 16 mars 1880 i Leipzig, tysk bokförläggare.
Han öppnade 1834 en egen affär i Leipzig och vann stor framgång med sina illustrerade förlag, så att hans namn är nära förenat med den xylografiska konstens utveckling i Tyskland. Han förlade åtskilliga större historiska och populära zoologiska arbeten med illustrationer, kulturhistoriska och dramatiska verk, den ansedda veckotidningen Illustrierte Zeitung
(sedan 1843), omkring 170 band Illustrierte Katechismen (sedan 1851; lättfattliga framställningar från vetenskapernas och de praktiska yrkenas områden), 16 band illustrerade arbeten i hälsolära, Meisterwerke der Holzschneidekunst med mera Weber blev 1867 schweizisk konsul för Sachsen och Thüringen. Firman öppnade 1884 en filial i Berlin.